# Trapito
Trapito fue un personaje de cómic argentino creado por el dibujante Manuel García Ferré y presentado en 1975 en la película Petete y Trapito. 
Se trata de un espantapájaros viviente que permanecía sumido en la tristeza a causa de su falta de ilusiones. Por eso siempre aparece acompañado de su amigo Salapín, un gorrión que salvó una noche tormentosa y que fue asignado por el Patriarca de los Pájaros como su "ilusión". Es ahí donde su estado anímico cambia, siendo uno de los personajes más populares de García Ferré.
A causa de su película, tuvo buena aceptación por parte de los fanáticos de García Ferré, al punto tal de que comenzó a aparecer más seguido en la revista Anteojito junto a los demás personajes. Fue así que más tarde comenzó a tener su propio suplemento, a la par de la revista, orientado hacia los niños de edad preescolar. 
Poco a poco, Trapito fue afianzando su presencia entre los fanáticos, y más especialmente los niños destinatarios de su suplemento, que en 1995 fue lanzado a la par de la Biblioteca Anteojito como la Minibiblioteca Trapito, con cuentos infantiles para los más chicos. 
Finalmente, su suplemento corrió la misma suerte que la revista, y se dejó de publicar.
Su última aparición en las pantallas fue un cameo durante la película Manuelita, donde aparece como invitado junto a otros personajes de García Ferré al casamiento de la protagonista.